# Seealpsee (Allgäuer Alpen)
Der Seealpsee ist ein Hochgebirgssee oberhalb des Oytals in den Allgäuer Alpen auf 1622 m ü. NHN im deutschen Freistaat Bayern. In der Literatur des 19. Jahrhunderts wurde der See auch als „Sälblingsee“ oder „Selblingsee“ erwähnt.
Der rund 75.000 Quadratmeter große See entwässert über den Seebach in den Oybach und liegt in der Daumengruppe am Südhang des Schattenberggrats, der ihn 200 Meter überragt. Östlich befinden sich die Gipfel des Großen und Kleinen Seekopfes, zum Oytal hin begrenzt nur ein niedriger Schuttriegel den See.
Der Wanderweg vom Oytal-Haus zum Edmund-Probst-Haus an der Nebelhornbahn-Bergstation verläuft 60 Meter oberhalb des Sees entlang seiner östlichen Flanke. Der Teil, welcher die steilen Seewände östlich umgeht, ist als Gleitweg bekannt.
Das Kar und der See sind vom Bayerischen Landesamt für Umwelt als wertvolles Geotop (Geotop-Nummer: 780R002) ausgewiesen.